# Sarroch
Sarroch (sardinsky: Sarròccu) je italská obec (comune) v metropolitním městě Cagliari v regionu Sardinie. Nachází se ve výšce 47 metrů nad mořem a má přibližně 5 000 obyvatel. Rozloha obce je 67,83 km².